# Dionysius Lardner
Pour les articles homonymes, voir Lardner.
Dionysius Lardner est un physicien irlandais, né le 3 avril 1793 à Dublin et mort le 29 avril 1859 à Naples.

## Biographie
Dionysius Lardner naît à Dublin et fait ses études à Trinity College.
Écrivant pour vulgariser la connaissance de la science et de la technologie, il est l'auteur de la Cabinet Cyclopaedia publié en 133 volumes par Longman.
Il se marie avec Cecilia Flood en 1815 et divorce en 1849. Il se remarie avec Mary Heaviside. Il aura trois enfants de son premier mariage et deux du second.
Il est professeur d’astronomie et de physique à l’université de Londres de 1827 à 1840]. Il fait une tournée de conférences très populaires aux États-Unis de 1840 à 1845.
Lardner devient membre de la Royal Society en 1828. Il est notamment l’auteur de Treatise on Algebraical Geometry (1823), On the Differential and Integral Calculas (1825) et du Museum of Science and Art (12 volumes) auquel participent de nombreux scientifiques de son époque.
On lui doit de nombreuses publications en hydrostatique, en pneumatique, en calcul intégral notamment.
Le professeur Dionysius Lardner a affirmé[réf. nécessaire] en 1830 « Le voyage en chemin de fer à grande vitesse n'est pas possible car les passagers incapables de respirer mourraient par asphyxie. »
Il meurt à Naples et est enterré au cimetière anglais de Naples.

## Publications
- The electric telegraph popularised (London : Lockwood, 1859)
- The steam engine explained and illustrated; with an account of its invention and progressive improvement, and its application to navigation and railways; including also a memoir of Watt (London, Taylor and Walton, 1840)
- Popular lectures on science and art: delivered in the principal cities and towns of the United States (Volume 1) (New York: Blakeman and Mason, 1859)
- Popular lectures on science and art: delivered in the principal cities and towns of the United States (Volume 2) (New York: Blakeman and Mason, 1859)
- A series of lectures upon Locke's Essay (Dublin : Bryan Geraghty, 1845)
- Handbook of Astronomy (1875)
- A treatise on algebraic geometry (1831)
- An Elementary Treatise on the Differential and Integral Calculus (1825)
- Treatise on arithmetic, practical and theoretical (London: Longman, 1834)
- A treatise on hydrostatics and pneumatics(Philadelphia : Carey and Lea, 1832)
- A manual of electricity, magnetism, and meteorology v. 1 (London: Longman, Brown, Green & Longmans, 1841-1844)
- A manual of electricity, magnetism, and meteorology v. 2 (London: Longman, Brown, Green & Longmans, 1841-1844)
- Handbook of natural philosophy (Volume 1: Mechanics) (London : Walton & Maberly 1866-69)
- Handbook of natural philosophy (Volume 2: Hydrostatics, pneumatics, and heat) (London : Walton & Maberly 1866-69)
- Handbook of natural philosophy (Volume 3: Optics) (London : Walton & Maberly 1866-69)
- Handbook of natural philosophy (Volume 4: electricity, magnetism, and acoustics) (London : Walton & Maberly 1866-69)
- The museum of science and art (Volume 1) (London, Walton and Maberly, 1854-56)
- The museum of science and art (Volume 2) (London, Walton and Maberly, 1854-56)
- The museum of science and art (Volume 3) (London, Walton and Maberly, 1854-56)
- The museum of science and art (Volume 4) (London, Walton and Maberly, 1854-56)
- The museum of science and art (Volume 5) (London, Walton and Maberly, 1854-56)
- The museum of science and art (Volume 6) (London, Walton and Maberly, 1854-56)
- The museum of science and art (Volume 7) (London, Walton and Maberly, 1854-56)
- The museum of science and art (Volume 8) (London, Walton and Maberly, 1854-56)
- The museum of science and art (Volume 9) (London, Walton and Maberly, 1854-56)
- The museum of science and art (Volume 10) (London, Walton and Maberly, 1854-56)
- The museum of science and art (Volume 11) (London, Walton and Maberly, 1854-56)
- The museum of science and art (Volume 12) (London, Walton and Maberly, 1854-56)